# Celia Bobak
Cecilia „Celia“ Aimee Elizabeth Bobak (* Februar 1952) ist eine britische Szenenbildnerin. Bekannt wurde sie unter anderem durch ihre Zusammenarbeit mit den Regisseuren Kenneth Branagh und Ridley Scott.

## Leben
Die im Februar 1952 geborene Bobak begann ihre Karriere im Filmstab 1981 als Requisiten-Einkäuferin, wo sie zunächst britische Fernsehproduktionen betreute. In den 1990er Jahren arbeitete sie mehrfach für Kenneth Branagh für dessen William-Shakespeare-Verfilmungen, darunter Viel Lärm um nichts und Hamlet. Ab Ende der 1990er Jahre begann ihre Arbeit als Szenenbildnerin beim Film.
Gemeinsam mit Anthony Pratt erhielt sie für ihr ihre Arbeit an Das Phantom der Oper bei der Oscarverleihung 2005 ihre erste Oscar-Nominierung in der Kategorie Bestes Szenenbild. Für Ridley Scotts Der Marsianer – Rettet Mark Watney war sie zusammen mit Arthur Max 2016 erneut für den Oscar in der Kategorie Bestes Szenenbild nominiert.
Bobak ist Mitglied der Set Decorators Society of America.

## Filmografie (Auswahl)
Requisiten-Einkäuferin
- 1981: Tenko (Fernsehserie, 10 Episoden)
- 1983: The Aerodrome (Fernsehfilm)
- 1983: Ein Gentleman in Moskau (An Englishman Abroad, Fernsehfilm)
- 1985: Bleak House (Fernsehserie, 8 Episoden)
- 1985: Me and the Girls (Fernsehfilm)
- 1987: Fortunes of War (Fernsehserie, 7 Episoden)
- 1988: Screenplay (Fernsehserie, 1 Episode)
- 1989: Henry V.
- 1990: Das geheime Leben des Ian Fleming (The Secret Life of Ian Fleming, Fernsehfilm)
- 1990: Hamlet
- 1991–1992: Press Gang (Fernsehserie, 12 Episoden)
- 1992: The Crying Game
- 1992: Peter’s Friends
- 1993: Viel Lärm um nichts (Much Ado About Nothing)
- 1994: Mary Shelley’s Frankenstein
- 1995: Ein Winternachtstraum (In the Bleak Midwinter)
- 1995: Othello
- 1996: Hamlet
- 2000: Quills – Macht der Besessenheit (Quills)
- 2001: From Hell
- 2001: Letzte Runde (Last Orders)

Szenenbildnerin
- 1998: The Clandestine Marriage
- 2000: Verlorene Liebesmüh’ (Love’s Labour’s Lost)
- 2001: Letzte Runde (Last Orders)
- 2003: I’ll Be There
- 2004: Das Phantom der Oper (The Phantom of the Opera)
- 2005: The Adventures of Greyfriars Bobby
- 2006: Kenneth Branagh – Die Zauberflöte (The Magic Flute)
- 2007: 1 Mord für 2 (Sleuth)
- 2008: City of Ember – Flucht aus der Dunkelheit (City of Ember)
- 2010: Shanghai
- 2010: London Boulevard
- 2010: Spud
- 2011: W.E.
- 2012: Hyde Park am Hudson (Hyde Park on Hudson)
- 2013: One Chance – Einmal im Leben (One Chance)
- 2014: Exodus: Götter und Könige (Exodus: Gods and Kings)
- 2015: Der Marsianer – Rettet Mark Watney (The Martian)
- 2016: The Crown (Fernsehserie, 10 Episoden)
- 2017: Life
- 2018: Ein letzter Job (King of Thieves)
- 2020: Artemis Fowl
- 2020: Raised by Wolves (Fernsehserie, 2 Episoden)
- 2021: Infinite – Lebe unendlich (Infinite)
- 2023: A Haunting in Venice
- 2023: Napoleon

## Auszeichnungen (Auswahl)
- 2005: Oscar-Nominierung in der Kategorie Bestes Szenenbild für Das Phantom der Oper
- 2016: Oscar-Nominierung in der Kategorie Bestes Szenenbild für Der Marsianer – Rettet Mark Watney